# Epiactaea nodulosa
Epiactaea nodulosa is een krabbensoort uit de familie van de Xanthidae. De wetenschappelijke naam van de soort is voor het eerst geldig gepubliceerd in 1848 door White.